# Maximum Flic
Pour plus de détails, voir Fiche technique et Distribution.
Maximum Flic (Colpo rovente) est un poliziottesco italien de Piero Zuffi sorti en 1970.
C'est le premier long métrage de son réalisateur. En 2004, le film a été restauré et présenté dans le cadre de la rétrospective Storia Segreta del Cinema Italiano : Italian Kings of the Bs lors de la Mostra de Venise 2004.

## Synopsis
Un riche industriel est assassiné dans les rues de New York. L'homme était lié à une organisation mafieuse de trafic de drogue. L'enquête est confiée au capitaine de police Frank Berin, qui endosse l'identité du tueur afin de pénétrer dans le monde de la drogue et de la mafia. Bien qu'il soit victime de plusieurs tentatives d'assassinat de la part de la mafia, il parvient à dévoiler l'identité des personnes qui dirigent l'organisation mafieuse, mais ne parvient pas à découvrir l'auteur du crime. 

## Fiche technique
- Titre français : Maximum Flic ou  Le Coup de grâce[3]
- Titre original italien : Colpo rovente[4] (litt. « Le Coup de grâce »)
- Réalisateur : Piero Zuffi
- Scénario : Piero Zuffi, Ennio Flaiano
- Photographie : Pasqualino De Santis
- Montage : Franco Arcalli
- Musique : Piero Piccioni
- Effets spéciaux : Aldo Frollini
- Décors : Piero Zuffi
- Production : Roberto Loyola
- Sociétés de production : Roberto Loyola Cinematografica
- Pays de production :  Italie
- Langue originale : italien
- Format : Couleur - 2,35:1 - Son mono - 35 mm
- Durée : 92 minutes
- Genre : Poliziottesco
- Dates de sortie :
  - Italie : 31 mars 1970
  - France : 1972

## Distribution
- Michael Reardon : Frank Berin
- Barbara Bouchet : Monica Brown
- Carmelo Bene : Billy Desco
- Susanna Martinková : Fanny, la femme aveugle
- Isa Miranda : tenancière de bordel
- Eduardo Ciannelli : Parker
- David Groh : don Carbo
- Vittorio Duse : Mac Brown Victor Duncan
- Ugo Fangareggi : un hippie
- Ileana Riganò : Milli
- Nello Pazzafini : un policier
- Giuseppe Addobbati : John McDouglas
- John Frederick :